# Cleistocarpida
Cleistocarpida є підрядом кнідарій ряду Stauromedusae. Вони характеризуються тканиною, що створює в шлунку чотири відділи.
Підряд містить дві родини: Craterolophidae і Depastridae, що відрізняються відсутністю або наявністю поздовжніх м'язів уздовж тіла.